# Питтс, Джейкоб
Джейкоб Питтс (англ. Jacob Pitts; род. 20 ноября 1980, Уэстон, Коннектикут) — американский актёр.

## Биография
Дебютировал в кино в 1999 году. В 2004 году сыграл одну из главных ролей в фильме «Евротур». В 2008 году получил премию «ShoWest Convention» «Special Award» в категории «Лучший ансамбль» за роль в фильме «Двадцать одно». С 2010 по 2015 год он снимался в сериале «Правосудие». В настоящее время проживает в Лос-Анджелесе.

## Избранная фильмография
| Год       |   | Русское название      | Оригинальное название   | Роль                     |
| --------- | - | --------------------- | ----------------------- | ------------------------ |
| 2000      | с | Секс в большом городе | Sex & the city          | Сэм Джонс                |
| 2000      | с | Закон и порядок       | Law & Order             | Джон Телфорд             |
| 2002      | ф | К-19                  | K-19: The Widowmaker    | Григорий                 |
| 2004      | ф | Евротур               | Eurotrip                | Купер Харрис             |
| 2007      | ф | Через вселенную       | Across the Universe     | Rap Magazine Employee    |
| 2008      | ф | Двадцать одно         | 21                      | Фишер                    |
| 2008      | ф | Услуга за услугу      | Quid Pro Quo            | Хью                      |
| 2010      | с | Тихий океан           | The Pacific             | PFC Bill 'Hoosier' Smith |
| 2010—2015 | с | Правосудие            | Justified               | Тим Гаттерсон            |
| 2012      | с | В поле зрения         | Person of Interest      | Генри Пек                |
| 2012      | ф | По-настоящему мёртв   | True Dead               | Уолтер                   |
| 2013      | ф | Эта штука с котом     | That Thing with the Cat | Джексон                  |
| 2014      | с | Элементарно           | Elementary              | Пол Ладесма              |
| 2015      | с | Пиф-паф комедия       | Comedy Bang! Bang!      | репортёр                 |
| 2016      | с | Области тьмы          | Limitless               | Адам Брастер             |
| 2017      | с | Подлый Пит            | Sneaky Pete             | Лэнс Лорд                |